# Arthrospira platensis
La Spirulina (Arthrospira platensis (Nordstedt) Gomont, in passato indicata come Spirulina platensis) è un batterio filamentoso Gram-negativo appartenente alla classe Cyanobacteria (cianobatteri). Il batterio è fotoautotrofo, non azotofissatore.
Vive in laghi di acqua salata, calda e con pH alcalino (es. lago di Texcoco, lago Ciad) delle regioni tropicali e subtropicali.
La Spirulina oggi viene coltivata in bacini artificiali in Cina, in India, negli Stati Uniti in coltivazioni estensive, ma anche in Cile, in Italia, in Francia, a Cuba ed in Australia in coltivazioni più piccole e di qualità. Altra peculiarità della Spirulina è l'alto contenuto di proteine, che va dal 55% al 65%.
La spirulina è considerata dall'Autorità europea per la sicurezza alimentare (EFSA) come ingrediente alimentare e può essere inserita come integratore alimentare in prodotti alimentari o usata in purezza per l'utilizzo in cucina o in cosmetica. È disponibile in compresse, in micro-spaghettini e in polvere.

## Etimologia ed ecologia
Gli Arthrospira sono dei cianobatteri filamentosi, caratterizzati da tricomi cilindrici multicellulari a forma di spirale.
Si trovano in natura in laghi tropicali e subtropicali con pH elevato e alte concentrazioni di carbonato e bicarbonato, in Africa, Asia e Sud America. L'alga spirulina si coltiva in vasche aperte (open ponds) o in particolari macchinari chiamati fotobioreattori, con acqua dolce opportunamente agitata artificialmente per garantire l'ossigenazione e la distribuzione dei nutrienti. I maggiori produttori commerciali di spirulina sono negli Stati Uniti, Thailandia, India, Taiwan, Cina, Bangladesh, Pakistan, Birmania, Grecia, Italia e Cile.

## Uso storico
L'alga spirulina era una primaria fonte di cibo per gli Aztechi e per le altre popolazioni dell'America Centrale fino al XVI secolo; il raccolto dal lago di Texcoco e la successiva vendita sotto forma di torta è stata descritta da uno dei soldati di Cortès. Gli Aztechi la chiamavano tecuitlatl.
L'alga spirulina fu rinvenuta in abbondanza nel lago Texcoco dai ricercatori francesi negli anni Sessanta, ma non ci sono testimonianze del suo uso quotidiano da parte degli Aztechi dopo il XVI secolo, probabilmente a causa del prosciugamento dei laghi circostanti per lo sviluppo agricolo ed urbano. Il primo impianto di produzione di spirulina su larga scala, gestito da Sosa Texcoco, è stato stabilito lì nei primi anni Settanta.
L'alga spirulina tradizionalmente è stata raccolta anche in Ciad, dove si preleva da piccoli laghi e stagni. Viene seccata in torte chiamate “dihé”, che vengono utilizzate per fare brodi per i pasti e anche vendute nei mercati.

## Possibili rischi e benefici per la salute

### Problemi di sicurezza relativi alla qualità
L'alga spirulina è un cianobatterio, alcune altre specie di cianobatteri sono note per produrre tossine come microcistine, BMAA ed altro.
Le microcistine e le altre sostanze tossiche non sono prodotte dalla spirulina, ma possono essere presenti per contaminazione. Alcuni integratori di spirulina sono stati trovati contaminati di microcistine, anche se talvolta a livelli inferiori a quelli considerati di rischio.
Le microcistine possono causare disturbi gastrointestinali e a lungo termine cancro al fegato. Per questo le possibilità di esposizione anche minima all'inquinamento da microcistine o altre tossine, sono fonte di preoccupazione.
La contaminazione da metalli pesanti ha sollevato preoccupazioni in Cina. Lotti di integratori alimentari a base di spirulina prodotti in Cina sono stati trovati contaminati da metalli pesanti, quali piombo, arsenico e mercurio.
La tendenza a livello mondiale è di considerare i prodotti a base di spirulina come integratori alimentari e non come farmaco. Questo approccio, considerato il fatto che il cianobatterio è in estensione come coltivazione artificiale (in vasca), rende necessario un attento controllo sulle condizioni del substrato e dei suoi possibili inquinanti.

### Problemi di sicurezza per gruppi specifici
A causa della presenza molto alta di vitamina K i pazienti che seguono trattamenti anticoagulanti dovrebbero consultare il medico e regolare di conseguenza l'assunzione di spirulina.
Proprio come tutti gli alimenti ricchi di proteine, la spirulina contiene l'aminoacido essenziale fenilalanina (2,6-4,1 g/100 g) che dovrebbe essere evitato da persone con fenilchetonuria, una rara malattia genetica che impedisce al corpo di metabolizzare la fenilalanina.

### La ricerca in vitro
Il componente attivo primario della spirulina è la ficocianobilina, che costituisce circa l'1% di spirulina in peso. Questo composto inibisce l'ossidasi NADPH. L'alga spirulina è stata studiata in vitro contro l'HIV come agente chelante e come agente radioprotettivo.
Gli studi sugli animali hanno valutato la spirulina nella prevenzione di danni indotti: al cuore in caso di chemioterapia, nel declino della memoria correlato all'età, nel diabete mellito, nella sclerosi laterale amiotrofica, come antiallergenico (febbre da fieno).

### La ricerca sull'essere umano
Per quanto riguarda gli esseri umani sono stati intrapresi piccoli studi su bambini malnutriti, come trattamento per l'aspetto estetico e l'avvelenamento da arsenico, per la febbre da fieno e la rinite allergica, nell'artrite, nell'Iperlipoproteinemia e nell'ipertensione e come mezzo per migliorare la tolleranza allo sforzo.
Attualmente questi studi sono ancora considerati preliminari. Secondo il National Institutes of Health ci sono ancora troppo poche prove scientifiche per raccomandare un supplemento di spirulina per qualsiasi condizione umana e sono necessarie altre ricerche per chiarirne i benefici.

## Nello spazio
Tra la fine degli anni Ottanta e l'inizio degli anni Novanta sia la NASA (CELSS) che l'Agenzia Spaziale Europea (MELISSA) ha proposto la spirulina come uno degli alimenti primari da coltivare durante le missioni spaziali di lunga durata.